# Partit Coalició Liberal
Partit Coalició Liberal (suec Liberala samlingspartiet) fou un partit polític suec que va tenir representació al Parlament suec de 1900 a 1924. Formà part de la coalició de govern de 1905 a 1906, i fou el més votat a les eleccions legislatives sueques de 1911, de tal manera que el seu cap Karl Staaff fou nomenat primer ministre de Suècia, cosa que es va repetir entre 1917 i 1920 sota el lideratge de Nils Edén.
El 1924 el partit es va dividir a causa de la llei sobre la prohibició de l'alcohol. Els partidaris de la prohibició fundaren el Partit Popular de Pensament Lliure (Frisinnade folkpartiet), mentre que els contraris a la prohibició formaren el Partit Liberal de Suècia (Sveriges liberala parti). El 1934 els dos partits es tornaren a unificar per a formar l'actual Partit Popular Liberal (Folkpartiet).

## Resultats electorals

### Eleccions legislatives (Cambra baixa)
| Any       | Líder                     | Vots    | Electors | %    | Escons    | +/- |
| --------- | ------------------------- | ------- | -------- | ---- | --------- | --- |
| 1899      |                           | 37.765  | 0        |      | 87 / 230  | Nou |
| 1902      |                           | 60.615  | 25       |      | 104 / 230 | 17  |
| 1905      |                           | 67.507  | 27       |      | 107 / 230 | 3   |
| 1908      |                           | 77.078  |          | 25.1 | 96 / 230  | 11  |
| 1911      | Karl Staaff               | 242.795 |          | 40.2 | 101 / 230 | 2   |
| 1914 (I)  | Karl Staaff               | 245 107 |          | 32.2 | 71 / 230  | 30  |
| 1914 (II) | Karl Staaff               | 196.493 |          | 26,9 | 57 / 230  | 14  |
| 1917      | Daniel Persson a Tallberg | 202.936 |          | 27,6 | 62 / 230  | 5   |
| 1920      | Nils Eden                 | 143.355 |          | 21,8 | 47 / 230  | 15  |
| 1921      | Nils Eden                 | 325.608 |          | 18.7 | 41 / 230  | 6   |

## Líders
- Sixten von Friesen, 1900–1905
- Karl Staaff, 1907–1915
- Daniel Persson, 1915–1918
- Nils Edén, 1918–1924